# Super Bowl XLV
 Der er for få eller ingen kildehenvisninger i denne artikel, hvilket er et problem. Du kan hjælpe ved at angive troværdige kilder til de påstande, som fremføres i artiklen.

Super Bowl XLV var den 45. udgave af Super Bowl, finalen i den amerikanske football-liga NFL. Kampen blev spillet 6. februar 2011 på Cowboys Stadium i Arlington, Texas, og stod mellem vinderne af de to konferencer AFC og NFC Green Bay Packers og Pittsburgh Steelers. Green Bay Packers vandt kampen med 31-25 efter 21-10 ved pausen.
- Super Bowl XLV foregik på Cowboys Stadium i Arlington